# Marchastel, Lozère
Marchastel är en kommun i departementet Lozère i regionen Occitanien i södra Frankrike. Kommunen ligger i kantonen Nasbinals som tillhör arrondissementet Mende. År 2022 hade Marchastel 45 invånare.

## Befolkningsutveckling
Antalet invånare i kommunen Marchastel
| Referens: INSEE |